# Pelecopsis eminula
Pelecopsis eminula är en spindelart som först beskrevs av Simon 1884.  Pelecopsis eminula ingår i släktet Pelecopsis och familjen täckvävarspindlar. Inga underarter finns listade i Catalogue of Life.